# Споровский сельсовет
Споровский сельсовет (бел. Спораўскі сельсавет) — административная единица на территории Берёзовского района Брестской области Беларуси. Административный центр — агрогородок Спорово.

## Состав
В состав сельсовета входят 1 агрогородок и 1 деревня:
| Населённый пункт | Статус      | Площадь, км² | Население | Население | +/–   | СОАТО         | Координаты                      |
| Населённый пункт | Статус      | Площадь, км² | 2009      | 2019      | +/–   | СОАТО         | Координаты                      |
| ---------------- | ----------- | ------------ | --------- | --------- | ----- | ------------- | ------------------------------- |
| Здитово          | деревня     | 5,4331       | 880       | 629       | ▼ 251 | 1 208 875 036 | 52°25′35″ с. ш. 25°15′59″ в. д. |
| Спорово          | агрогородок | 4,1003       | 1052      | 893       | ▼ 159 | 1 208 875 041 | 52°25′30″ с. ш. 25°19′11″ в. д. |
| ВСЕГО            | ВСЕГО       | ВСЕГО        | 1932      | 1522      | ▼ 410 |               |                                 |

## Культура
- Музей «Здитовский фольварк» в деревне Здитово.

## Достопримечательности
- Мемориальный комплекс «Здитовская оборона» в деревне Здитово. —  Историко-культурная ценность Республики Беларусь, шифр 113Д000141
- Церковь Рождества Пресвятой Богородицы (1990-е) в деревне Здитово[3].
- Свято-Онуфриевская церковь в агрогородке Спорово (XXI в.)[4].
- «Стоянка Горбов-1 периода неолита и бронзового века» на южном берегу озера Чёрное в деревне Здитово. —  Историко-культурная ценность Республики Беларусь, шифр 113В000139[5]
- «Стоянка Горбов-2 периода неолита», 1 км к северу, на левом берегу реки Дорогобуж в деревне Здитово. —  Историко-культурная ценность Республики Беларусь, шифр 113В000140[5]

## Известные жители
- Константин Иванович Тарасевич — чемпион (1986) и неоднократный призер (1982, 1991, 1998) по шашечной композиции, мастер спорта СССР по шашечной композиции.